# パイロット (航空)

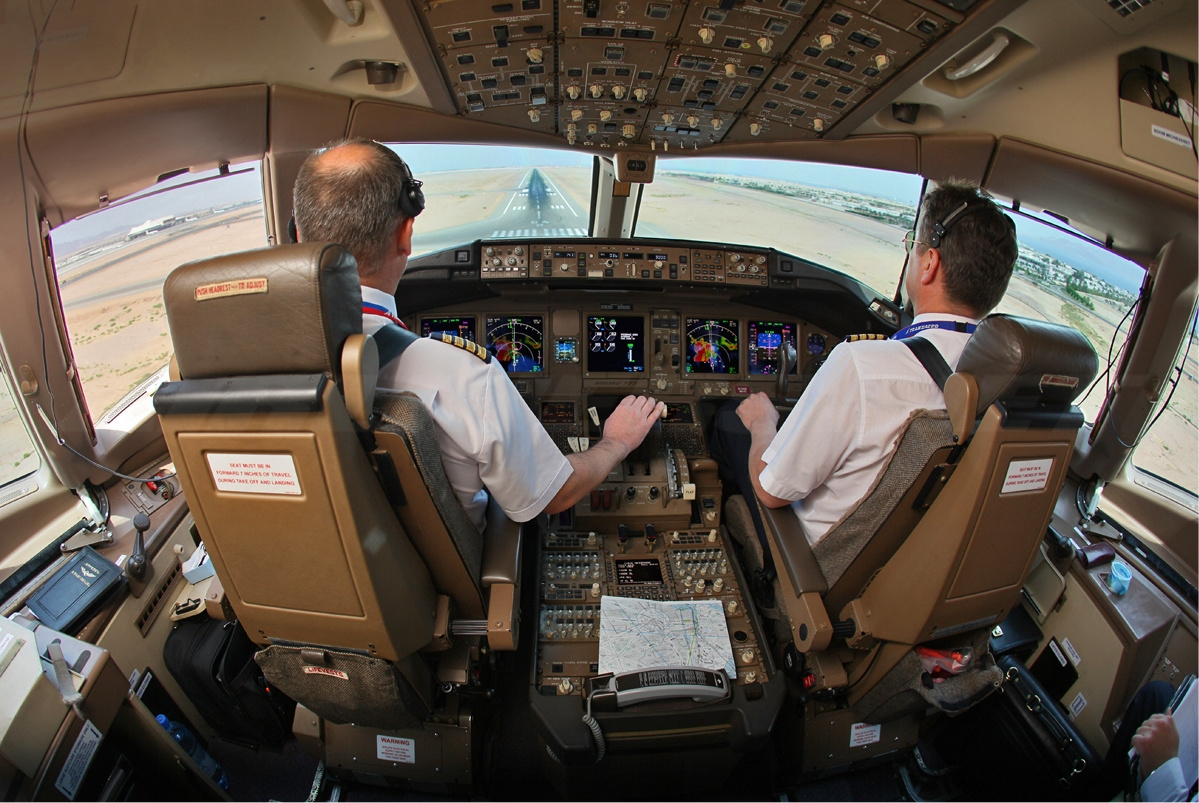
ボーイング777の操縦士たち

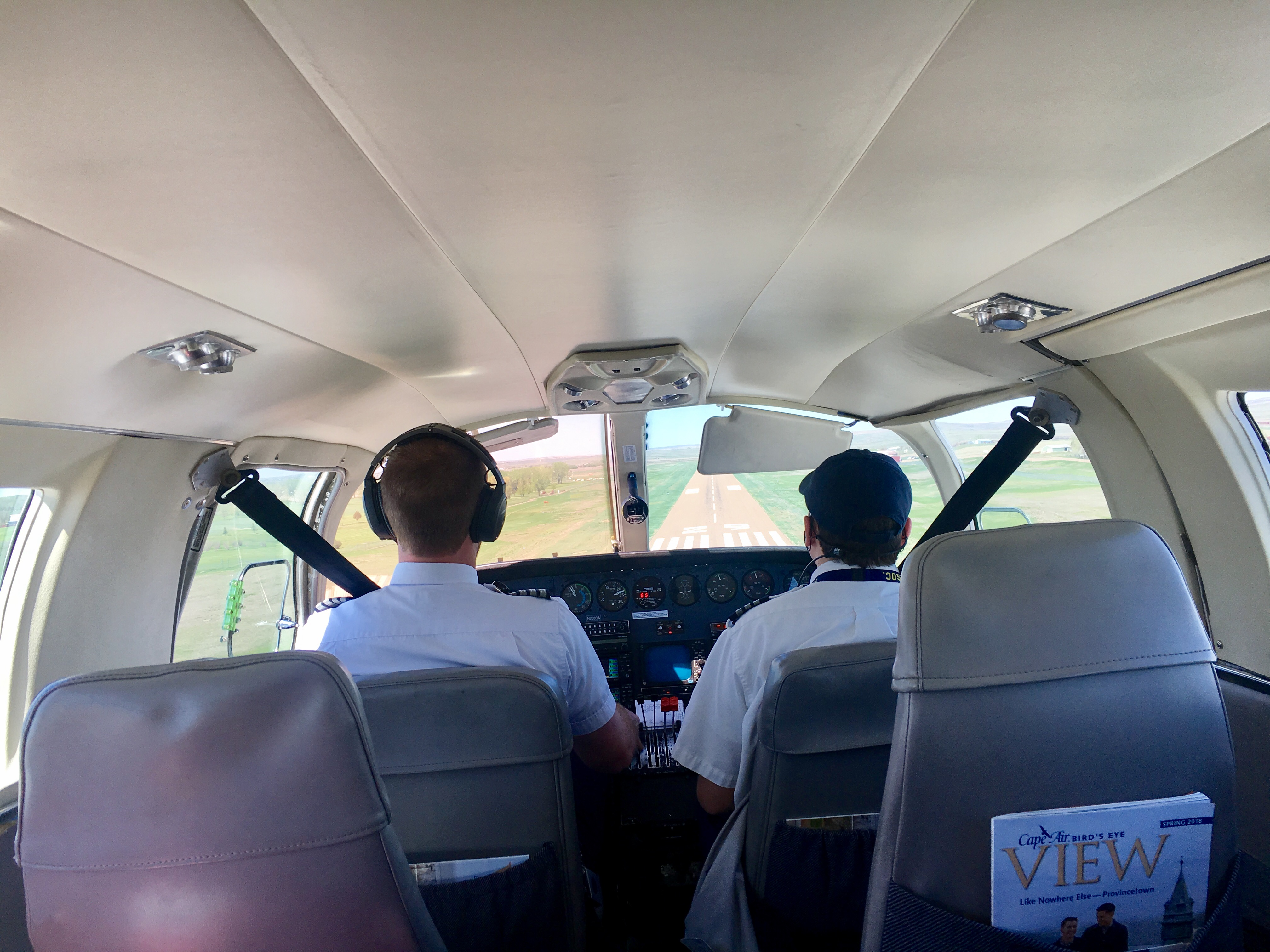
セスナ402（en）の操縦士たち。

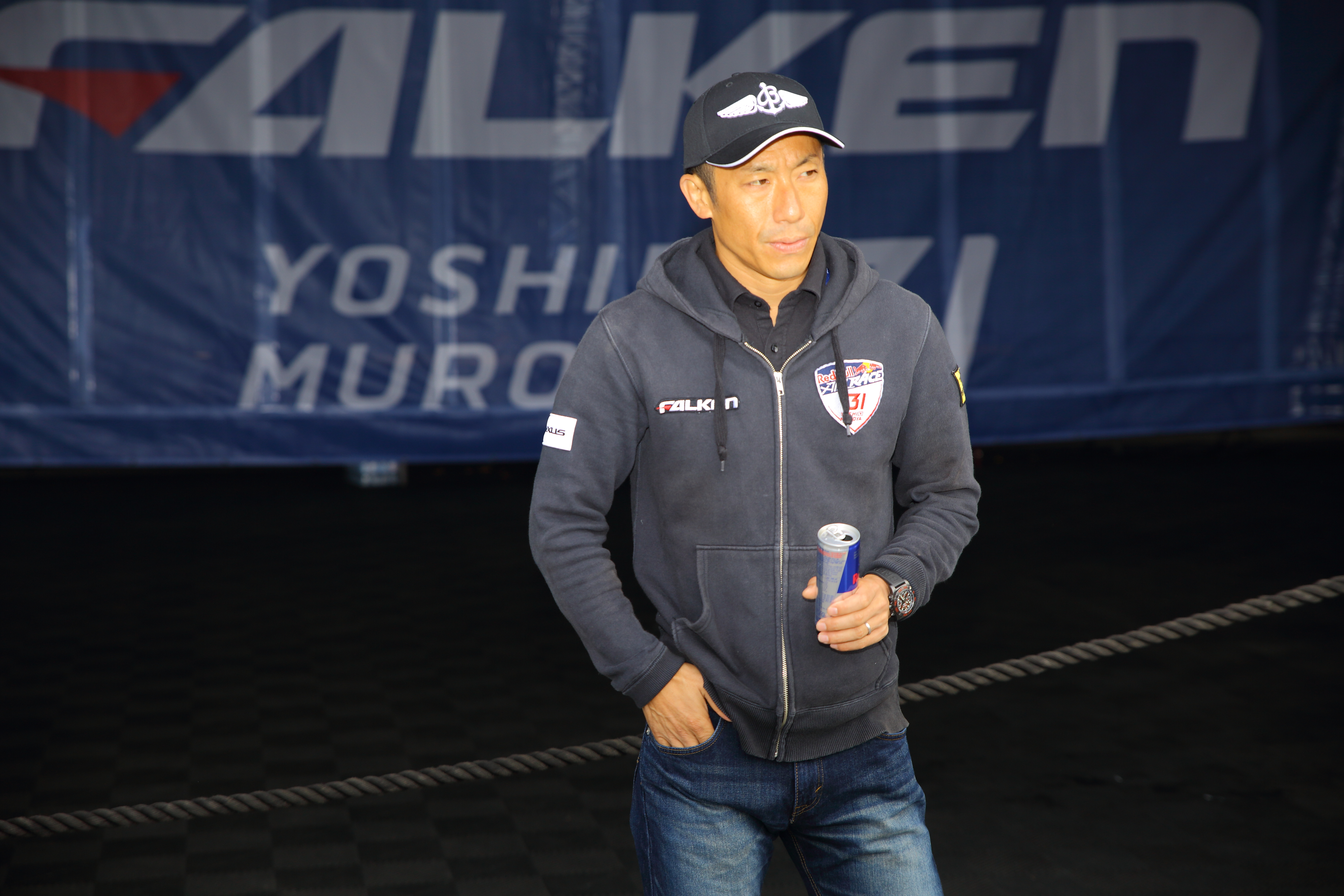
エアレースパイロットの室屋義秀

航空の領域におけるパイロット（英: pilot）とは、航空機に乗り込んでこれを操縦する人のことである。日本でも普通の人々は日常会話ではパイロットと呼ぶ。現在の日本で法律用語や行政用語で漢字表記にする場合は「操縦者」や「航空機操縦士」（あるいは単に操縦士）などと表記する。航空の黎明期では飛行家や飛行士と呼んだ。
英語圏でも基本的に pilot と呼ぶが、米軍の海軍航空隊などでは「水先人」の意味での pilot との混同を避けるため aviator エイビエーター、アビエーター と呼び分けている。

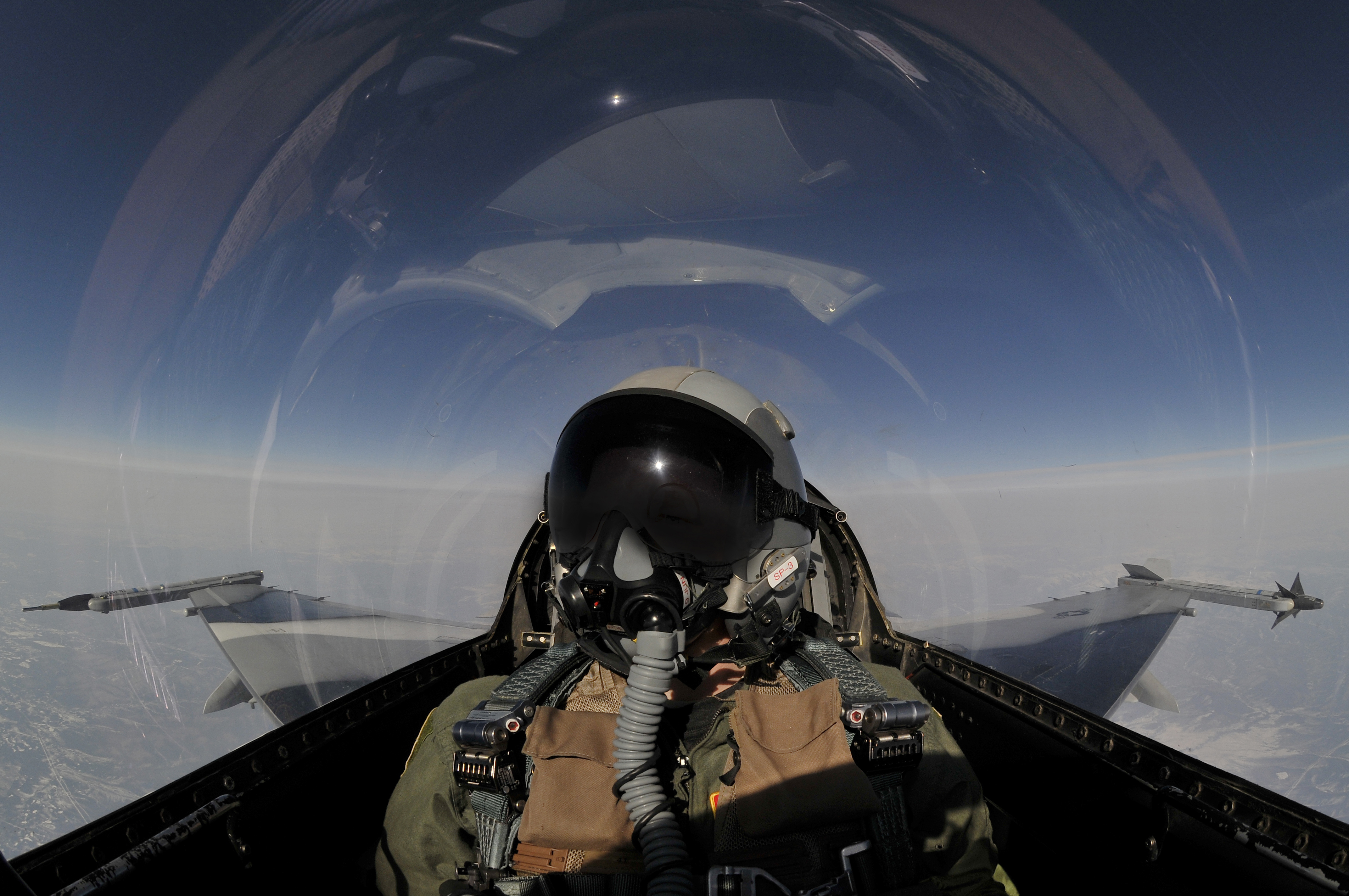
戦闘機の操縦士
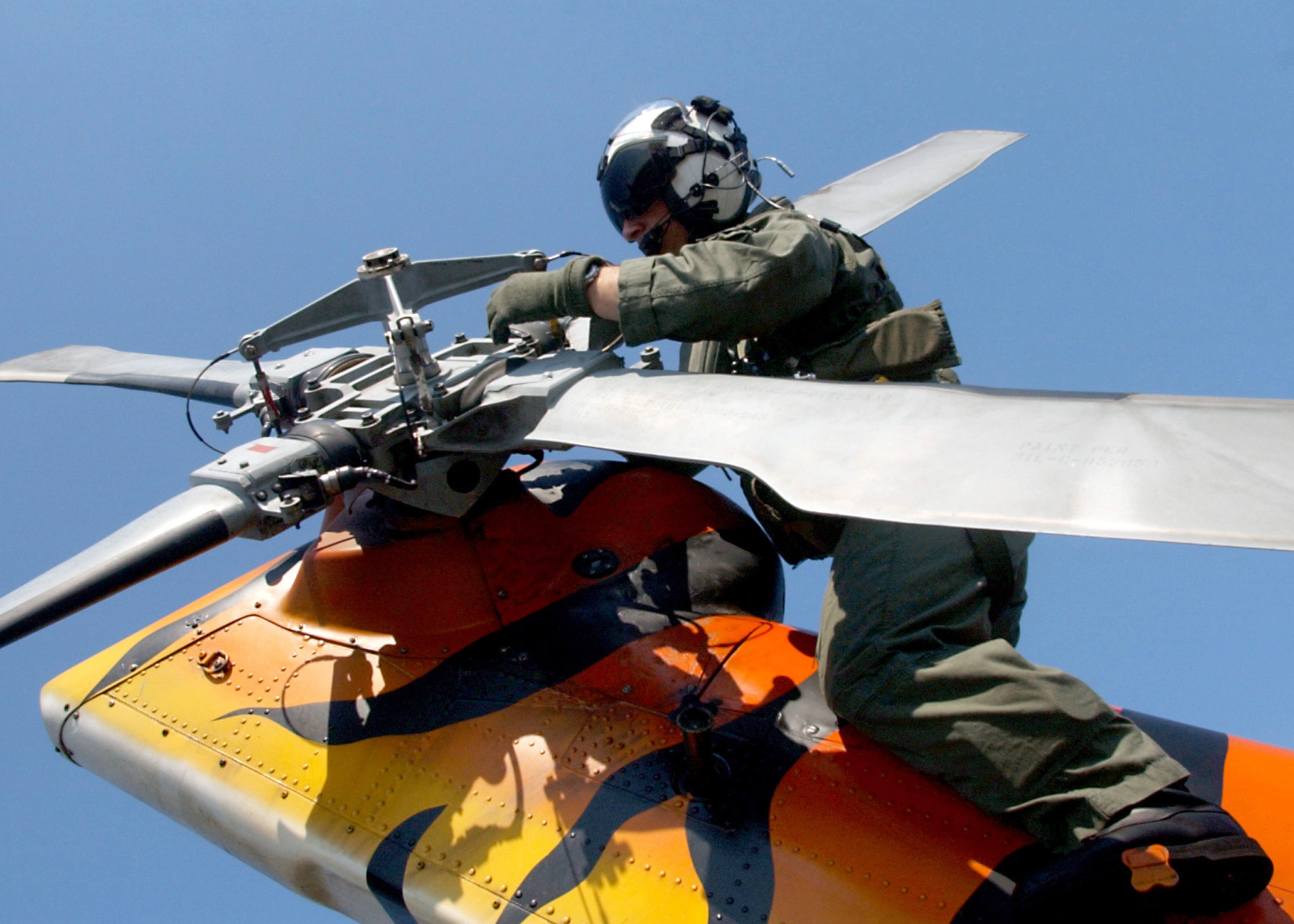
飛行前の点検を行う軍用回転翼機の操縦士
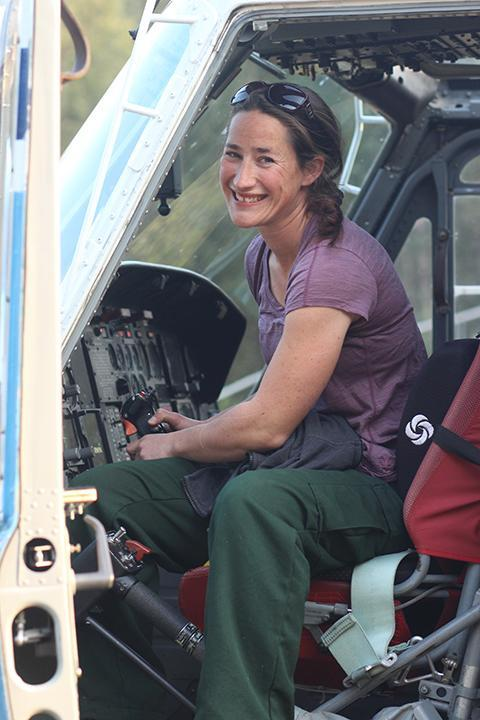
森林火災等の消火を行うヘリのパイロット

## 概要
まず操縦士の人数について説明しておくと、世界全体でおよそ46万3,000人いるとされた（2010年時点の国土交通省が採用した統計）。操縦士はアメリカが特に多く、アメリカの2014年末の統計で男性操縦士が554,177人、女性操縦士が39,322人だった。（なお2010年の統計ではアジア太平洋地域の操縦士はおよそ5万人であった。そのうち日本に関しては2016〜2017年頃は主要航空会社におよそ五千数百名、格安航空会社(LCC)におよそ数百名といった人数であった）
ある飛行機に複数のパイロットが乗り込んでいる場合は、通常、最も階級が高い人物が機長として全体の指揮を執る。

### 歴史

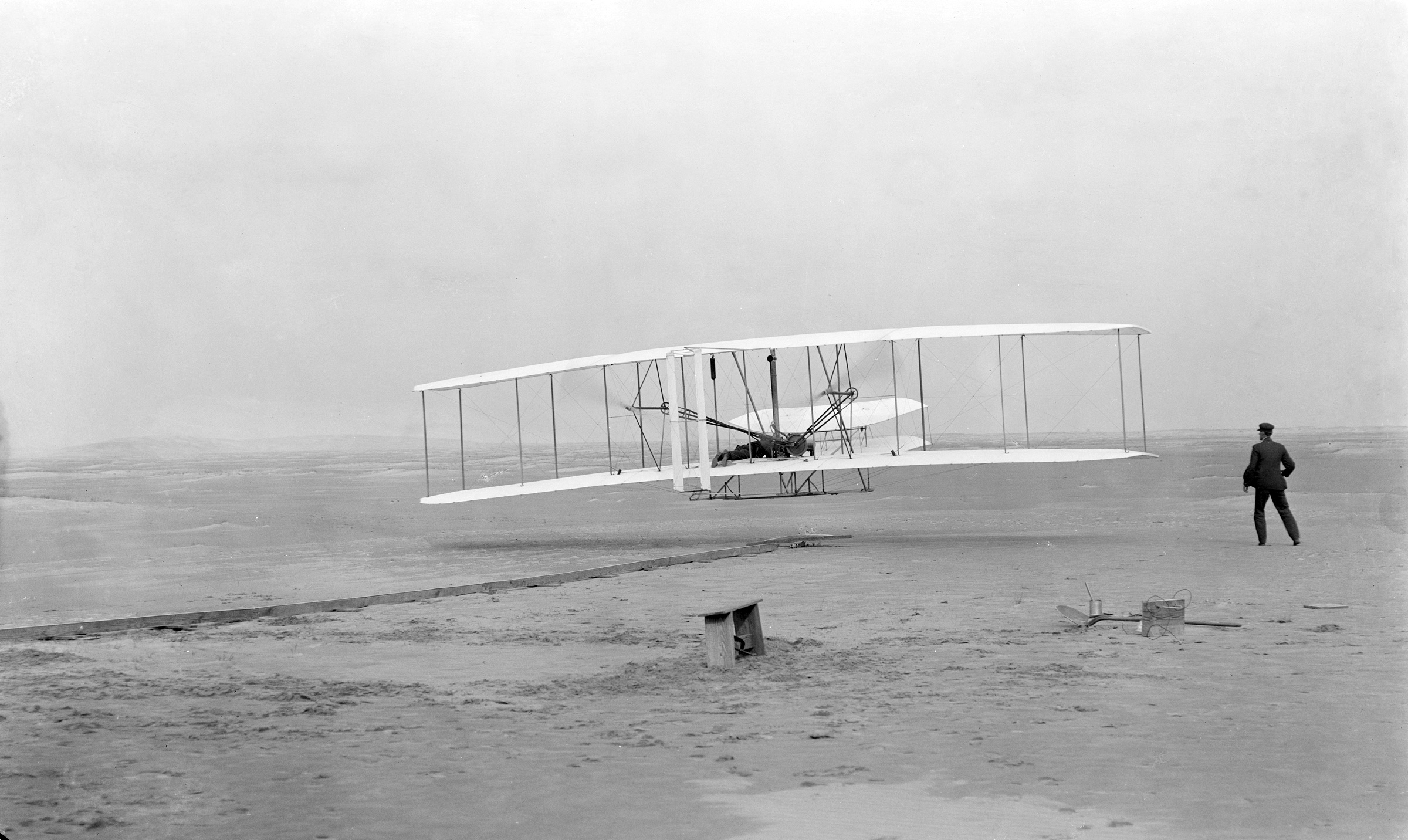
ライト兄弟による人類初の動力飛行（1903年12月17日）。この時点では操縦資格は無かった。

飛行することが活発化した1900年代初頭から各国では気球やグライダーの愛好家クラブ（フランス飛行クラブ、イギリス飛行クラブなど）が一定の技量を有する会員に認定証を発行していたが、国家資格ではなくクラブ内での技能証明であり、これらが無くても自由に飛行が可能であった。ライト兄弟が成し遂げた人類初の動力飛行も対応する資格も認定証もないため合法であるが無資格飛行である。
しばらくの間は各地の愛好家団体や研究会が独自にライセンスを発行していたが、1905年に航空先進国であるフランスの飛行クラブが中心となってスカイスポーツを統括する国際航空連盟が設立された。また1909年1月には世界初の飛行学校がライト兄弟によってフランスの南西部のポーで設立され、フランス人飛行士ポール・ティサンディエ（fr:Paul Tissandier）に運営がまかされ、1910年までは運営されていた。その後は各国の飛行クラブ間で訓練内容が共通化されるようになり、ヨーロッパでは万国飛行免状が設定され、滋野清武などのアジア人も取得のため訪れていた。また飛行機の製造業者（ファルマンなど）も自社製の機体を購入する顧客に操縦やメンテナンスを指導するため飛行学校を経営していた。
アメリカでは1911年6月1日、アメリカ飛行クラブ（現全米飛行家協会）が1908年7月4日に「ジューン･バグ」で飛行を成功させたグレン・カーチスに認定証を発行した（ライト兄弟は4〜5番目）。
1914年-1918年の第一次世界大戦はパイロット養成学校のあり方や規模にも大きな影響を及ぼした。このころフランスなどの陸軍が「飛行機は戦争の道具」と見なし始め、その結果最初の爆撃機や戦闘機が誕生し「空の軍」を訓練する必要も高まり、1916 年にはフランスのアヴォール基地（Base Avor）が世界初の軍事パイロット訓練センターとなり、教官170人を含む6,000人以上が集い、4年間で10,000人以上の航空兵（フランス人だけでなくフランス以外の国の者を含む）に訓練が行われた。
1920年代には各国で航空法が整備されて国家資格となり、1947年に国際民間航空機関が発足すると加盟国で資格の共通化と試験内容の標準化、航空法の整理が行われ国際的な資格となった。

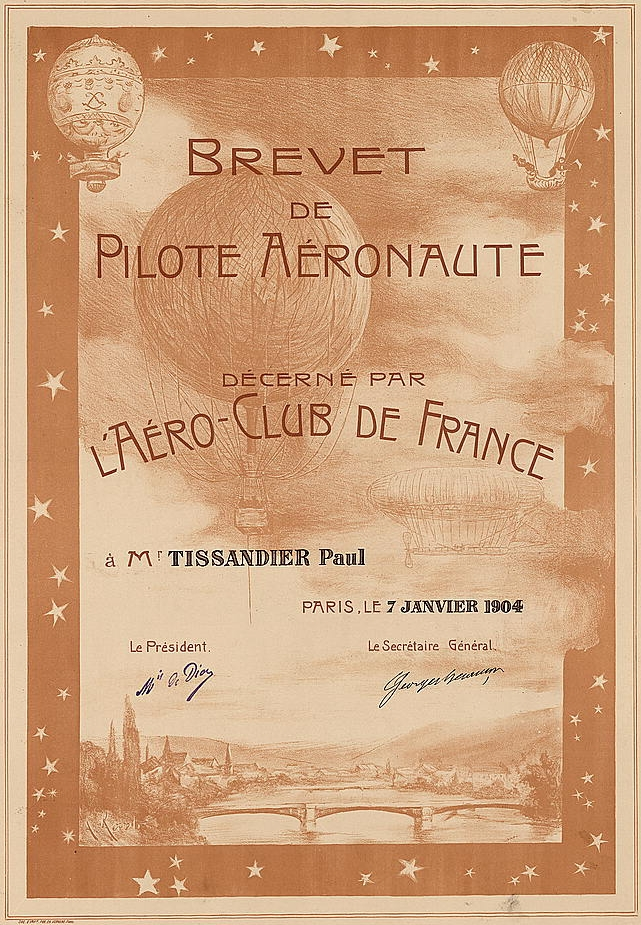
フランス飛行クラブが発行した気球操縦の認定証（1904年）
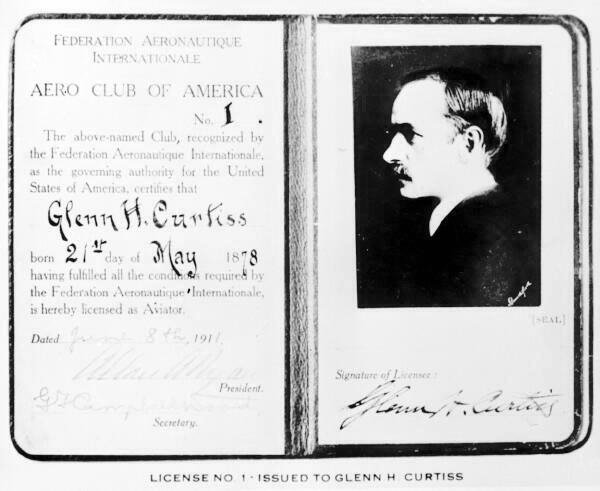
アメリカ飛行クラブがグレン・カーチスに発行した認定証（1911年）
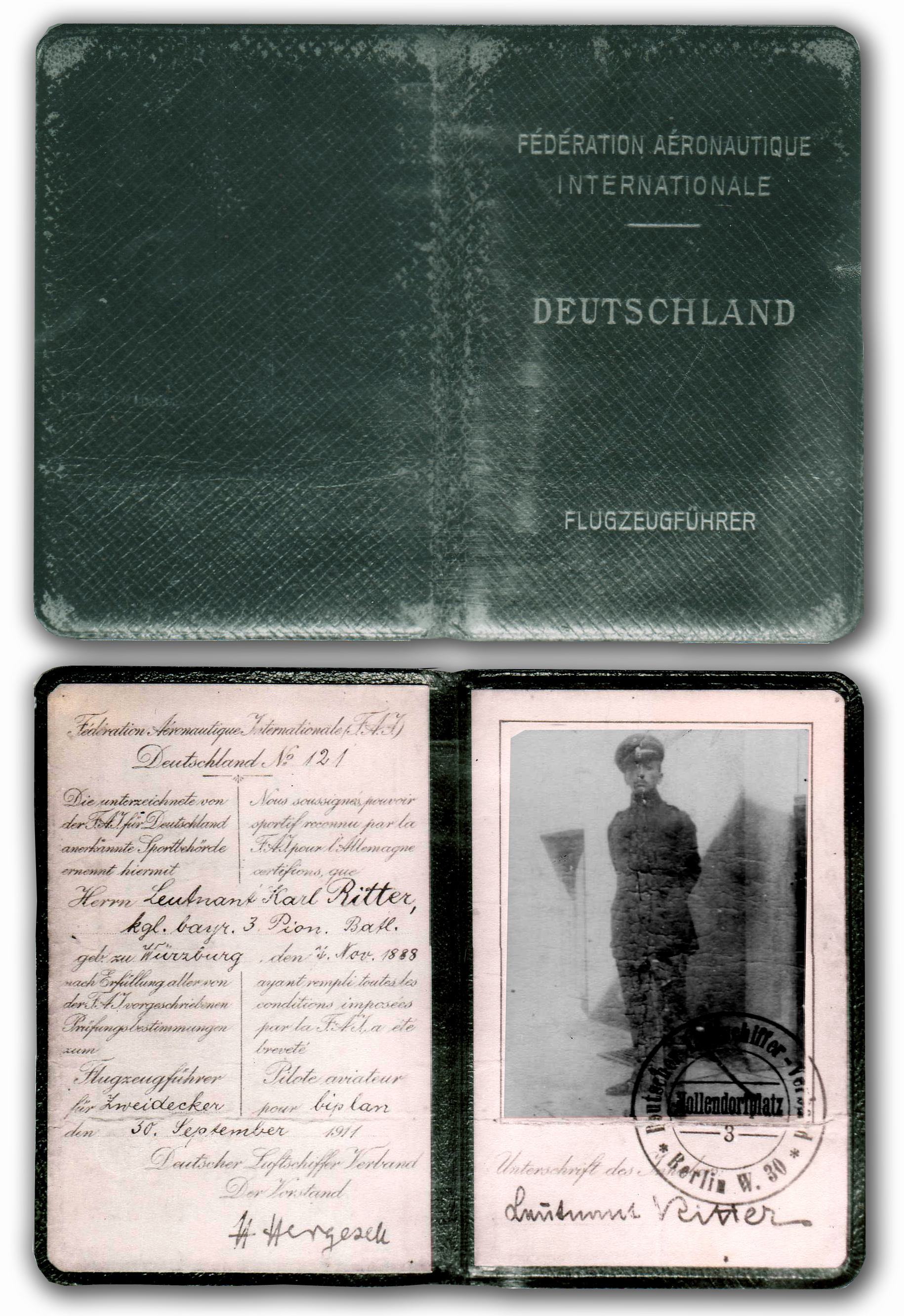
ドイツが121番目に発行したカール・リッターの免許証（1912年）
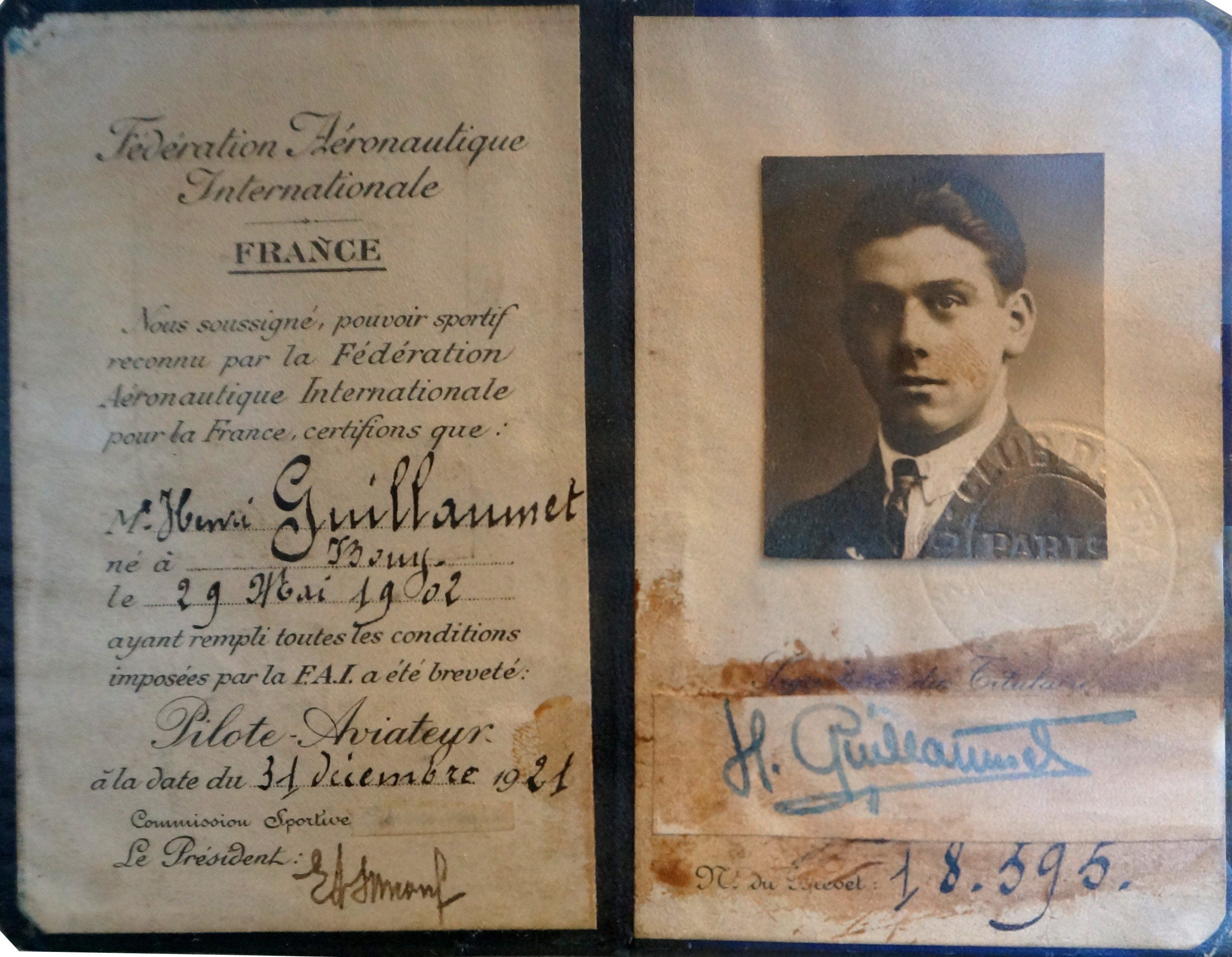
フランスで発行されたアンリ・ギヨメの免許証（1921年ごろ）
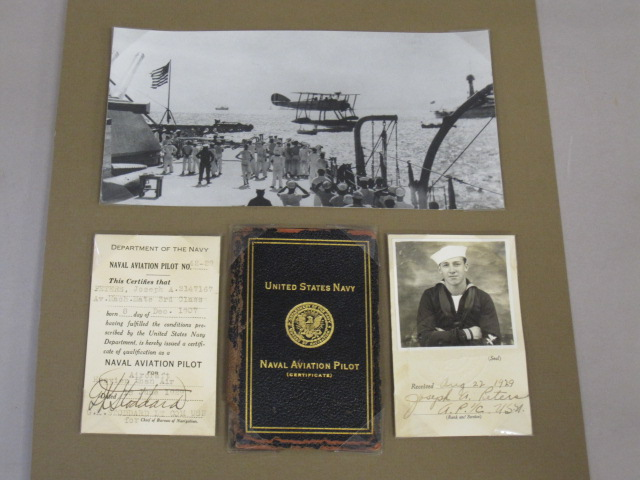
アメリカ海軍航空隊が隊員に発行した免許証（1929年）

黎明期には航空交通管制の概念は無く、パイロットは任意の場所から離陸して自由に飛行し自身の判断で着陸していた。飛行場で離陸のタイミングが重なった場合はパイロット同士で順番を決めていたが、航空機の数が増加したことで空中衝突などの事故が多発したため管制システムの構築が求められた。1930年にクリーブランド・ホプキンス国際空港に飛行場灯火と無線を備えた航空管制施設が設けられて以降、管制官の許可を得て離着陸を行うように航空法が改定されていったが、現代でも管制官は特段の理由が無い限りパイロットの要求を断れないなど、パイロットは離着陸の判断に関して一定の権限を有している。
現代では、筆記試験などで航空力学、航空法、気象学、航空英語、航空生理、無線通信等の知識の証明 と、実際に操縦する実習を行わなければならない。操縦訓練のため筆記と身体検査に合格した者に仮免許 が発行され、実技試験に合格した後に正式な免許が交付される。

### 雇用環境
パイロットの雇用環境の歴史
定期便のパイロットの雇用環境は航空行政のありかたの影響を強く受ける。第二次世界大戦中のアメリカでは徴兵で多数のパイロットが臨時養成され、戦後にはそのパイロットたちが復員したため仕事にあぶれる者（失業者）が多くなったが、その後、アメリカ国内・国際共に路線が拡充しビジネスジェットの『フラクショナル・オーナーシップ』が登場したことにより需要（雇用）が急増した。それに伴い地位も向上し、パイロットの労働組合の発言力も増し、スコープ・クローズのような協定を会社と結ぶことも可能となった。

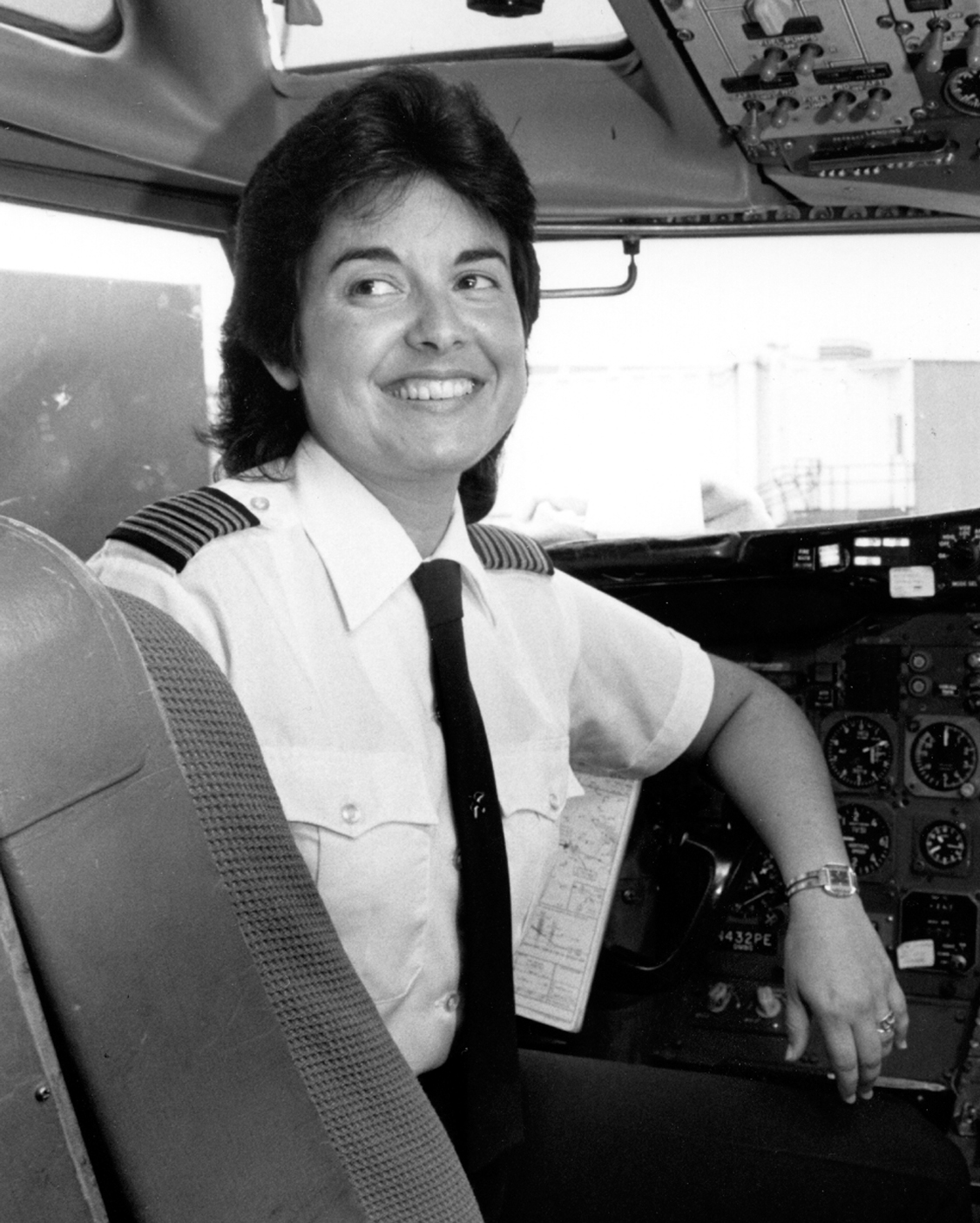
1984年にボーイング747の初の女性機長となった、Beverly Burns。

かつては男性が主流の職業であったが、現代では女性も多い。2010年代からは世界的な航空需要の高まりにより人材不足が深刻化し、定年延長や軍から早期退職者を募りパイロットを補充するなどといった対策が行われていた。ところが2020年春からは世界的なコロナ禍の影響で民間航空機が飛ぶ量が減り、パイロットも影響を受けた。

## 資格類の取得
最も簡単な自家用操縦士（Private Pilot License、PPL）は短時間で取得することが出来る。
アメリカでは、教官役のCerftified Flight Instructor（CFI）が同乗し40時間以上飛行するなどの訓練を受けるとPPLが取得できる。操縦により賃金を受けるプロのパイロットになるには事業用操縦士（Commercial Pilot Licence、CPL）が必要となる。また視界不良時に飛行するには計器飛行の技能証明も必要となる。
航空大学校では未経験者が航空会社にエアラインパイロットとして採用される段階に達するまで、座学を含め約965時間の訓練が必要としている。なお機種別の限定資格も必要となるため、入社後にも追加訓練が必要となる。消防庁が消防防災ヘリコプターの操縦士（事業用操縦士+限定資格）を養成する場合、民間に委託すると最大で6000万円ほどが必要と試算している
戦闘機パイロットの場合は、航空学生が部隊に配属されるまでには5年間で5億円程度がかかるとされる。さらに部隊指揮や武器の取り扱いに関する部内資格を取得する訓練が別途必要となる。
新人副操縦士が国際路線の機長となるには7〜8年がかかるとされる。このため新型コロナウイルス感染症の世界的流行により航空需要が激減し客室乗務員の採用を停止した際にも、運航再開に備えてパイロット候補生の定期採用が続いている。
管制塔や他の航空機と交信する必要があるため、操縦資格とは別に総合無線通信士や航空無線通信士など国際的に共通化された航空局の操作資格と航空英語の技能証明が別途必要となる。一部の国では操縦士の試験に含まれたり、国内での非商用飛行に限り資格不要（アメリカ）としているなど統一されていないが、外国で飛行するには無線資格と航空英語の証明が必須である（免許証等を携行する）。
操縦技量は飛行時間に比例するが、頻繁なタッチ・アンド・ゴーは燃料費や整備費がかさみ、事業に使用する航空機を訓練で占有するのが難しい。フライトシミュレータによる訓練も飛行時間に含まれるが制限がある。特に旅客機には機種ごとの限定ライセンスが設定されているが、実機による訓練が必要であるため個人が独自に資格を得ることはほぼ不可能である。このため多くの航空会社では軍のパイロットを中途採用するか、事業用操縦士を取得しチャーター便などで飛行時間を重ねた者を雇用し、費用を限定ライセンスの取得のみに抑える、あるいは他社のパイロットを引き抜くという採用方法が主流である。
現代ではオートパイロットの進化により離陸以外の操縦は自動化されており、定期路線を飛行するエアラインパイロットは操縦より管制官との交信、計器の監視、キャビンクルー（客室乗務員など）のマネージメントに多くの時間を割いており、大型船舶の船長のような管理職としての業務が多い。プロパイロット養成施設ではフライトコンピューターと地図を使用する旧来の航法の訓練が簡略化され、アビオニクスやクルー・リソース・マネジメントに関する授業を行うなど訓練内容も変化している。
アメリカやオーストラリアなど天候が安定し広大な空域を確保できる国では、海外の航空会社や個人を受け入れる訓練学校が多く存在し、教育ビジネスとして成立している。
操縦のトレーニングで培った空間認識能力はロボットアームの操作などにも応用が利くという。

## 各国の資格と人数と状況
ICAOに加盟している国の資格の教育体系はおおむね共通であり、国外で取得した資格を自国の資格に切り替える事が可能である。また国際線の操縦士が目的地や経由地の国の資格を個別に取得しなくてもいいように、一時的に立ち寄る場合はICAO加盟国の資格であれは自国の資格を有すると見なす国が多い。
国際的には自家用操縦士、事業用操縦士、定期運送用操縦士が認定されているが、事情に合わせた独自の資格を設定している国もある。
操縦訓練は黎明期から民間のクラブが主体となっていたため、現代でも認可を受けた民営の訓練学校（フライトスクール）が主流であり、国立校を設置している国は少ない。一部の航空会社では自社養成している。軍のパイロットは訓練部隊で養成している。
資格証明証はパスポートやクレジットカードのサイズが主流であるが様式は各国で異なり、顔写真を貼らない国もある。
ICAOでは上限年齢の目安を65歳未満としているが、人手不足により航空会社から緩和要請があるため、日本では68歳未満に改訂されるなど国によって異なっている。また高齢になると身体検査が厳格化される国もある。

### アメリカ
2014年末の統計で男性操縦士が554,177人、女性操縦士が39,322人だった。
様々な分類法があるが、FAAの航空身体検査では
- 1st class - 定期運送用操縦士に相当。
- 2nd class - 事業用操縦士に相当。
- 3rd class - 自家用操縦士に相当。

の3つに分類されている。アメリカでは以下のように制限付きの資格など細かな区分がある。
- student pilot - 操縦訓練生が単独飛行する際に必要な飛行許可。教官が同乗する場合は不要。16歳から取得可能。
- recreational pilot - 非商用、昼間、180馬力以下で4席以下の飛行機という限定条件がついた免許。17歳から取得可能。
- sport pilot - LSA免許。
- private pilot（PPL） - 自家用操縦士に相当。
- commercial pilot（CPL） - 事業用操縦士に相当。
- airline transport pilot（ATPL） - 定期運送用操縦士に相当。
- glider-only pilot - 滑空機免許。14歳から取得可能で航空身体検査も不用。
- rotorcraft-(helicopter)-only pilot - ヘリコプター免許。

このうちairline transport pilotsは152,933人（2015年）、commercial pilotsは104,322人（2015年）、private pilotsは174,883人（2015年）。
certificated flight instructor (CFI、認定フライトインストラクター)が（2015年時点で）100,993人と多くの教官がいる、燃料代が比較的安価、天候が安定した空域を確保しやすいなどの理由で多数のフライトスクールによる価格競争が発生しているため、滞在費用を合わせても自国で取得するより安くなる国が多い。2018年の平均ではsport pilotが4400ドル、recreational pilotが7700ドル、PPLが9900ドルとされる。特に日本より大幅に安いためアメリカでPPLを取得して日本の自家用操縦士に切り替える者もおり、FAA指定の航空身体検査に対応した病院や書類の記入など事務作業を代行するサポートする会社も存在する。
一般向けのスクール以外にも、プロ操縦士に必要なクルー・リソース・マネジメントの教育、曲技飛行やレシプロ戦闘機の空中戦闘機動など曲技飛行や航空ショーで必要となる技能を教授する専門スクールも存在する。また一部のフライスクールでは移民局の認可を受け専門学校生向けのM-1ビザで滞在することも可能であるため、世界各国から学びに来る者も多い。フライトスクールが多いため、エアラインパイロットを目指す者は自主的にCPLを取得して教官やエアタクシーで経験を積み、中小、大手とステップアップするのが基本である。
以前から軽飛行機に限定されるもののPPLよりも取得しやすい「Recreational pilot」が存在していたが、2004年10月には「sport pilot」が新設された。機種がLSA（Cessna 162など）に限定され、FAAの独自免許であるため他国の免許に書き換えられないなどの制限があるが、費用がPPLの半額ほどで航空身体検査が不用などRecreational pilotよりも条件が緩いため簡単に取得できるとされる。
資格証明証は当初旅券サイズ3つ折りであったが、現在ではクレジットカードサイズのプラスチックカードになった。表面にはライトフライヤー号、裏面にはライト兄弟の肖像が描かれている。顔写真は無く、性別、瞳の色、髪の色の項目が存在する。

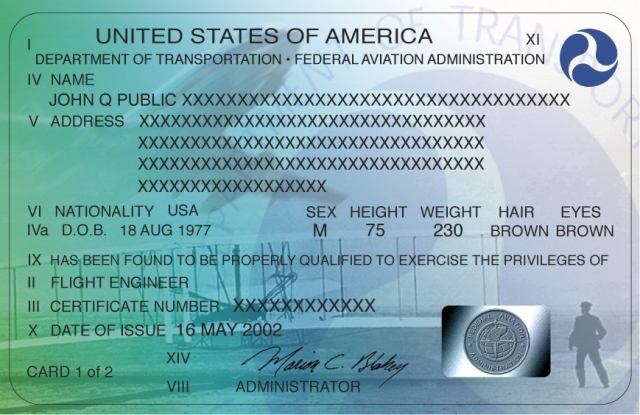
FAAの資格証明証の表に描かれたライトフライヤー号
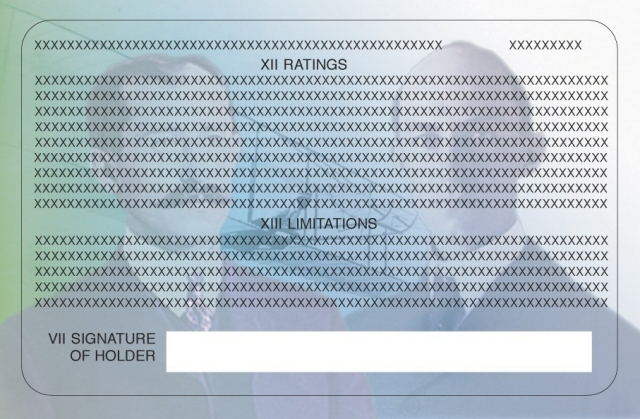
FAAの資格証明証の裏に描かれたライト兄弟
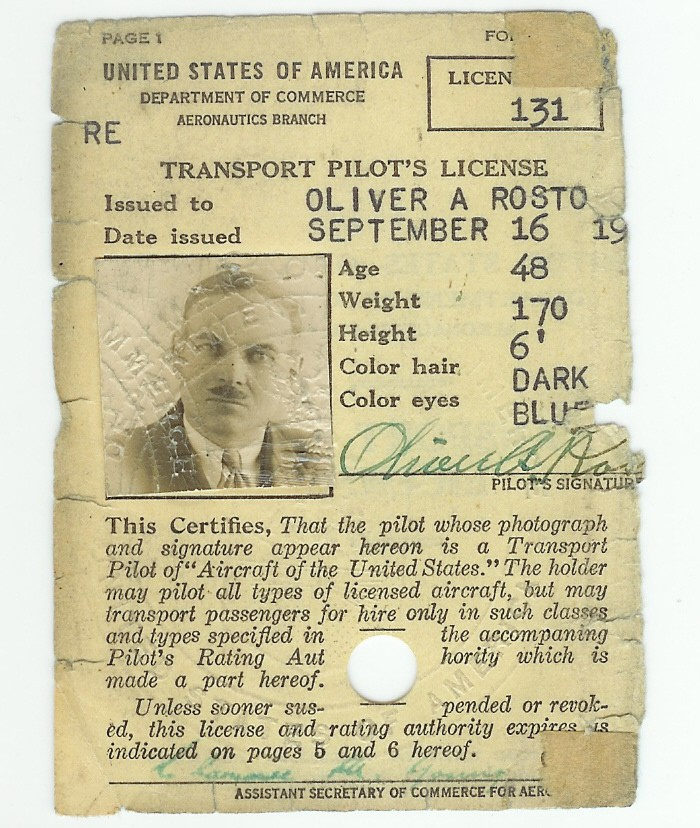
131番目に発行された旧書式の資格証明証

### 日本
日本の航空関連の民間での資格（航空従事者技能証明）は、航空法によって、次のように区分されている。
- 自家用操縦士
- 准定期運送用操縦士
- 事業用操縦士
- 定期運送用操縦士

一番上の自家用操縦士は比較的取得しやすく、一番下の定期運送用操縦士は相対的に難しいものとなっている。
日本初の操縦士は1910年8月25日にファルマンの飛行学校で試験に合格（免許証番号289号）した徳川好敏とされる。また日本初の女性パイロットは兵頭精である。
第二次世界大戦には国際基準の免許体系に改正されたが、戦後、GHQの指令（SCAPIN-301）により操縦士の養成、訓練等が禁止された時期があった。
実際に飛行を行うには別途「航空身体検査証明」が必要であり、さらに一定の期間内に「特定操縦技能審査」 に合格していなければならない。また国外への飛行には「航空英語能力証明」も必要である。
航空従事者の技能証明書はクレジットカードサイズの紙で、無線従事者免許証と類似した書式である。
資格取得には筆記試験と身体検査の他、実際に航空機に搭乗して操縦を行う訓練が必要であるため、国土交通省に認可された養成所で訓練が必要となる。航空大学校や自衛隊も指定養成所として認可されている。
日本では、主要なエアラインの操縦士は航空大学校出身者が40 %、自社養成が34 %、私立大学の操縦士コース、自衛隊操縦士の割愛制度による供給、外国人が26 %であり、民間のフライトスクールで資格を取得した者は少ない。自主的に取得した者としてはPeach Aviationのサニー横山がいる。
2010年以降は格安航空会社の登場により操縦士不足が深刻化しており、日本では2030年ごろに定年による退職をカバーするため年間400名規模の採用が必要となる「2030年問題」がある。対策として防衛省が自衛隊の操縦士を早期退職させる制度を復活させ、自社養成に拘っていた日本航空と全日本空輸が航空大学校からの受け入れや私立大学と提携して操縦士養成コースを設立するなどの対策をとっている。またジェイエアなど大手のグループ会社でも独自の採用を復活させるなどしている。格安航空会社では大手や軍の退職者など即戦力となる人材が取り合いとなっており、外国人の採用も活発化している。国交省では緩和策として操縦士として働く外国人の在留資格要件を飛行時間1000時間以上から250時間に緩和、また定年を60歳から1996年には63歳未満、2004年には65歳未満、2015年には68歳未満と引き延ばしてきた。

## 携行品
パイロットが航空機に乗り込んで業務を行う際には、規定された書類を携帯することが法で義務づけられている（日本の場合は航空法第67条）。
最低限必要な書類は、航空従事者技能証明書と航空身体検査証明書である。また日本のように技能証明書に無線資格の表記が無い場合は無線従事者免許証も必要となる。このほかに航空日誌（ログブック）、機種別の資格が必要な機体では技能限定証明書、国際線では航空英語能力証明書とパスポートも必要になる。
旅客機ではさらに航空図、出発から到着までの経路、飛行場の進入方式や注意事項等を綴じた「ルートマニュアル」、機体に関するマニュアル、社内規定集、懐中電灯（大型機では昼でも機体下部は影になる）、会社への報告書を携行する。
機体点検時に落ちてくるオイルや突起から頭部を保護するため、ロシア帽に類似した「パイロット・キャップ」や野球帽を使う者もいる。
このほかに自分の好みの通信用ヘッドセット、手袋やサングラス、計器の故障に備えたフライトコンピューター、軽食などを携行する者もいる。
これらの一式を持ち運ぶことになるが、特にルートマニュアルは分厚いため、操縦席で参照しやすいように口が広く立てた状態を保てるフライトバッグ（フライトケース）と呼ばれる専用の鞄がある。
電子化がすすめられた結果、携行品の量を減らすため電子フライトバッグも開発されている。

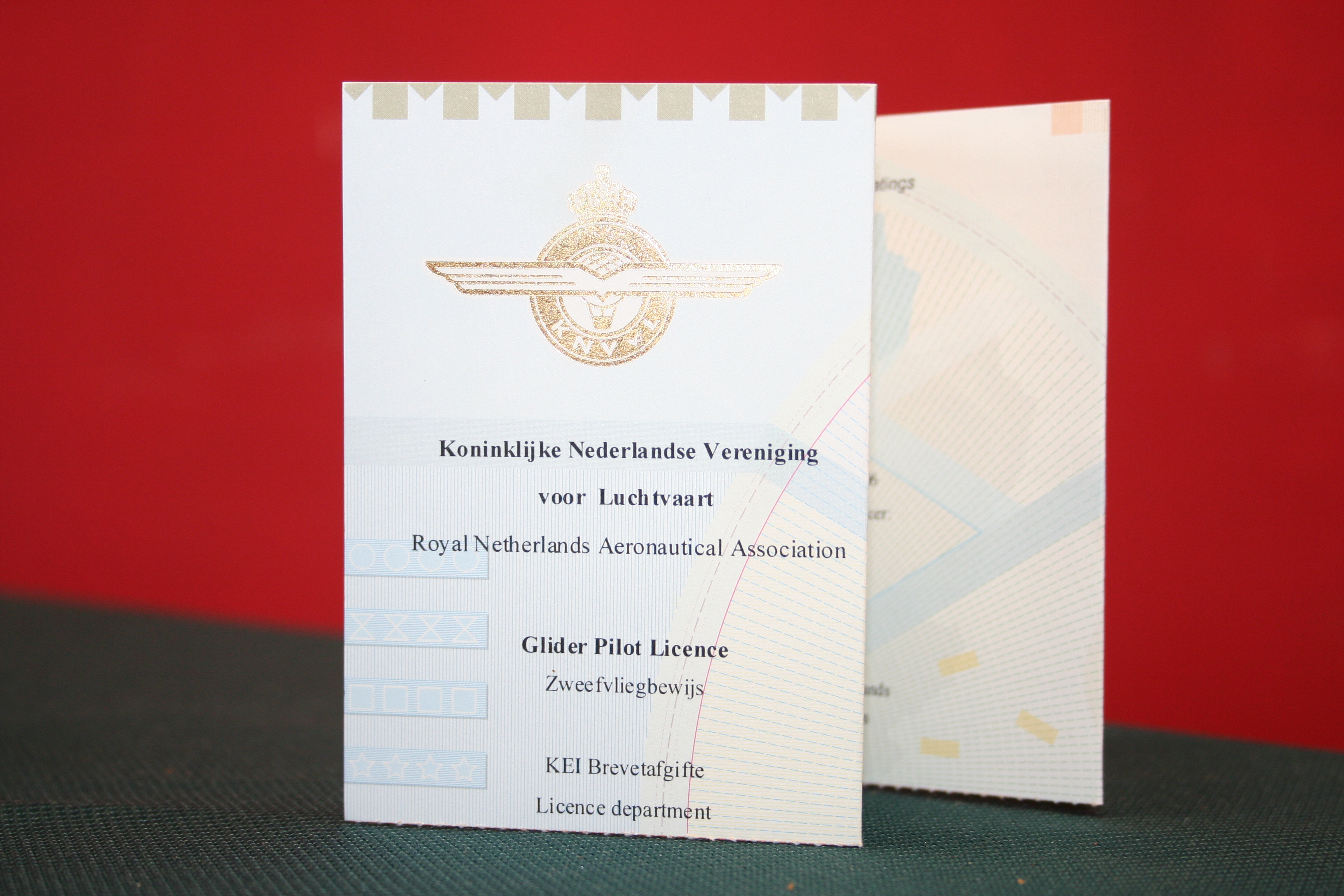
航空従事者技能証明書の類
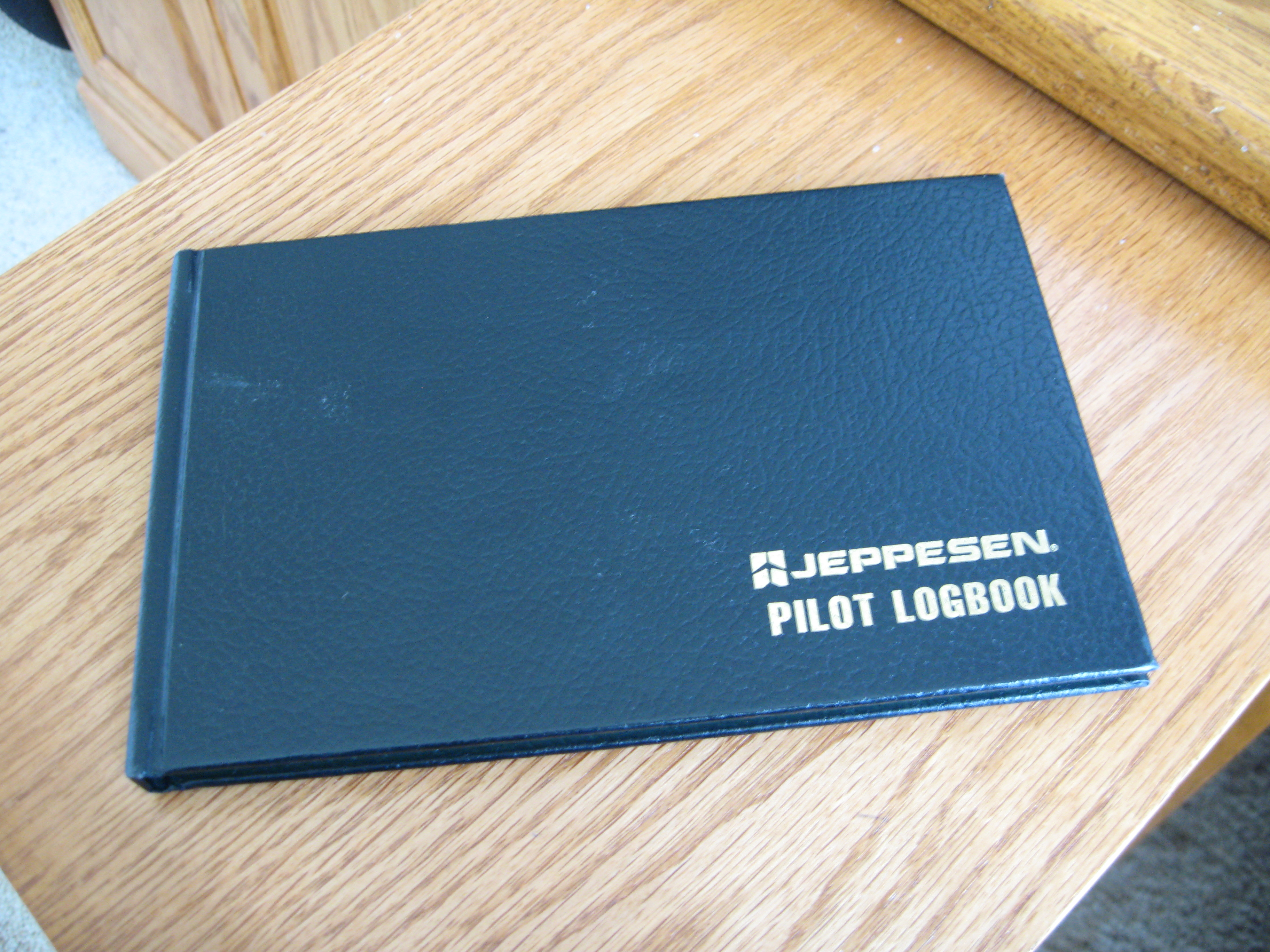
パイロット・ログブック
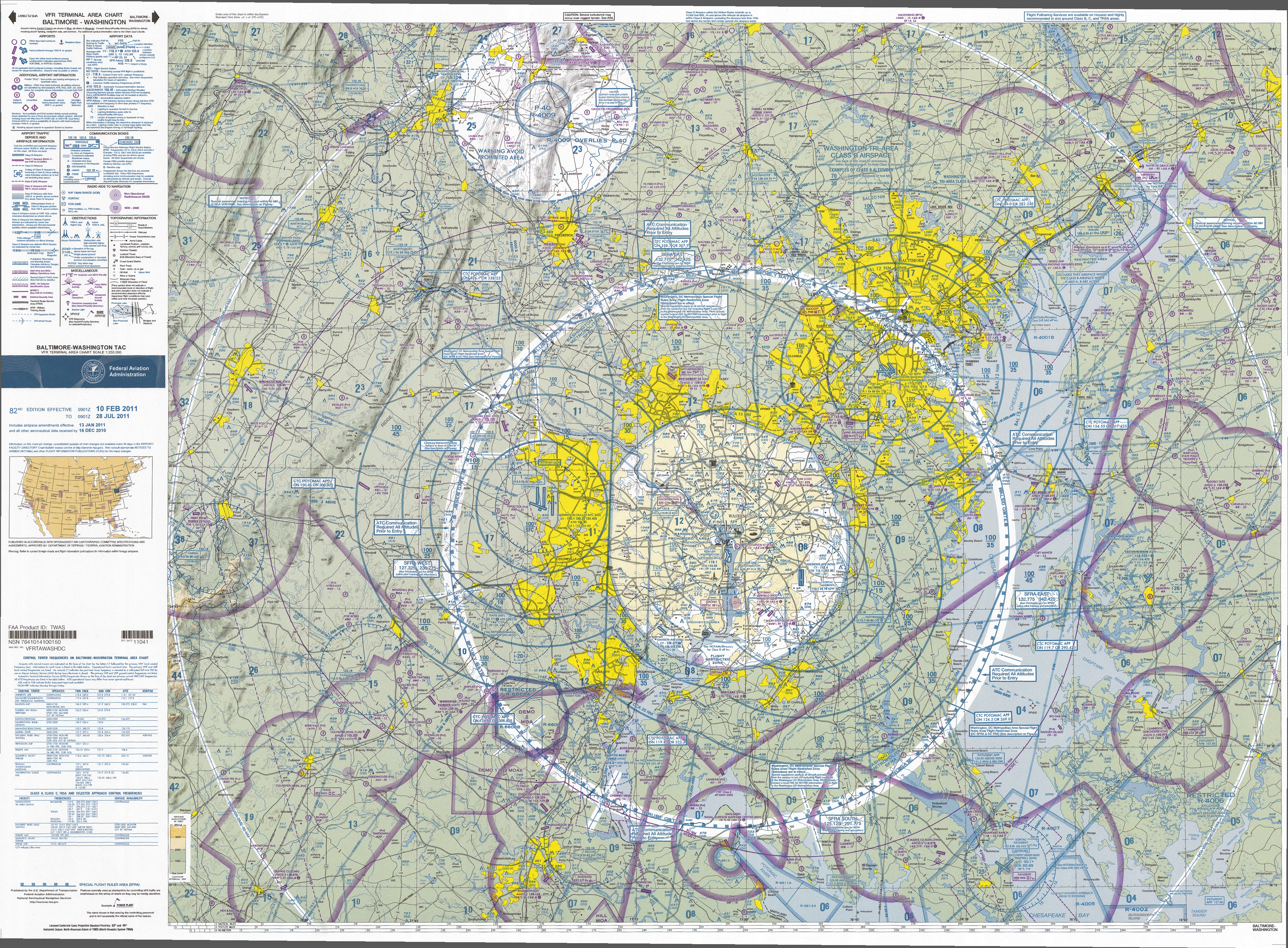
航空図
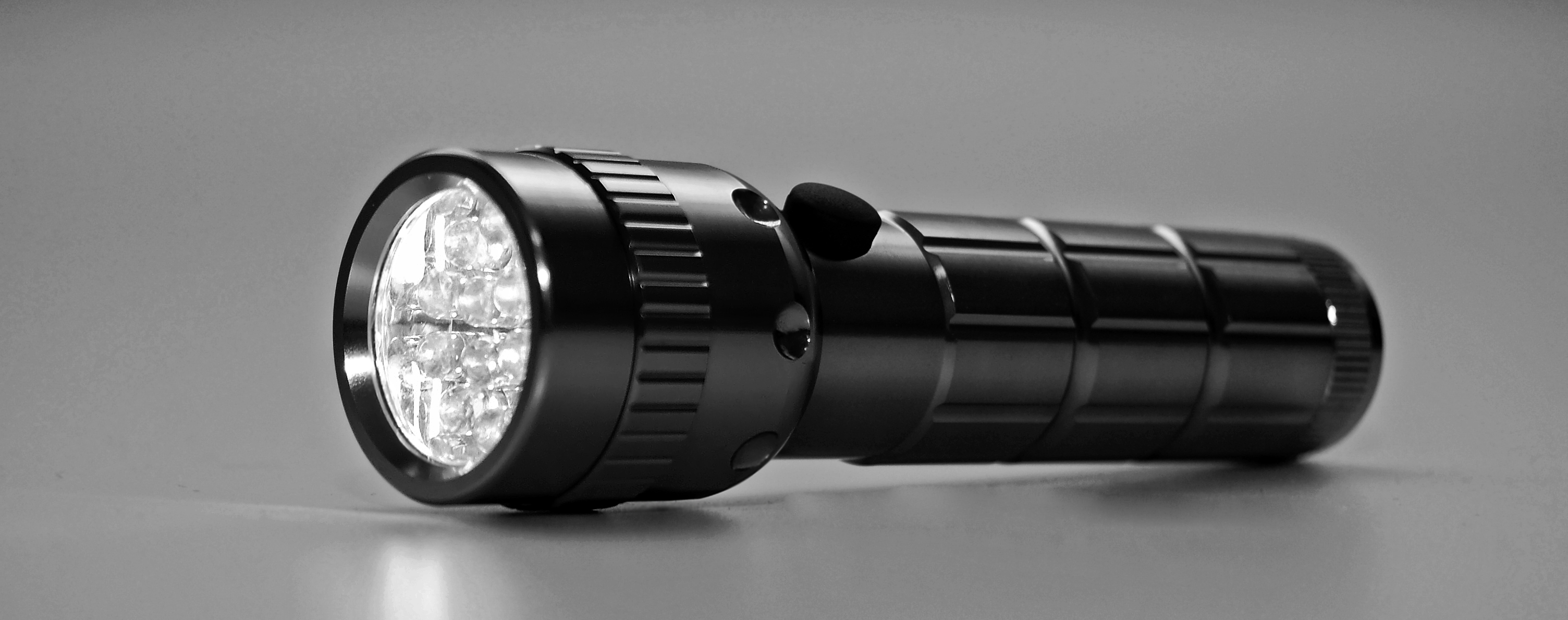
懐中電灯
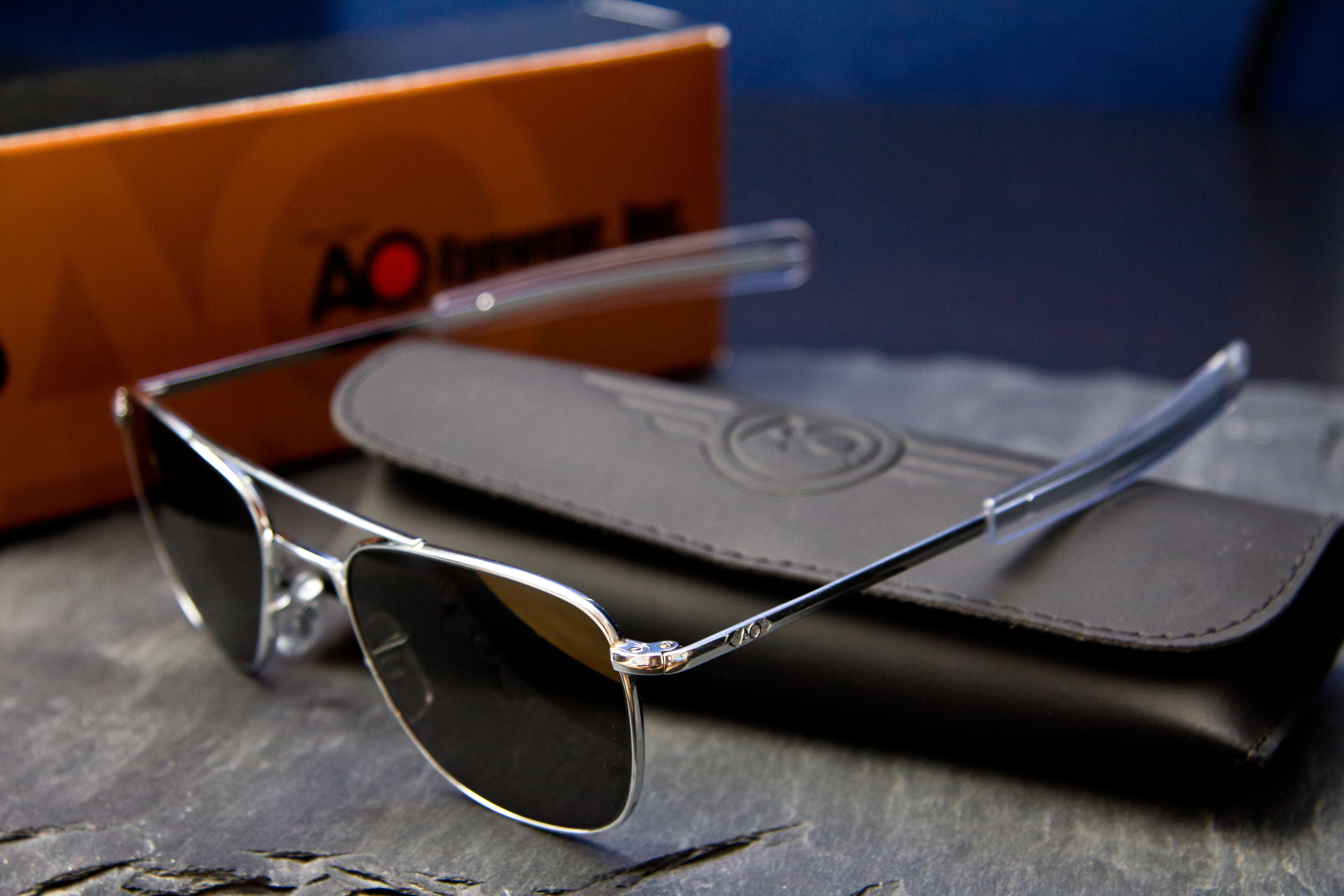
サングラス
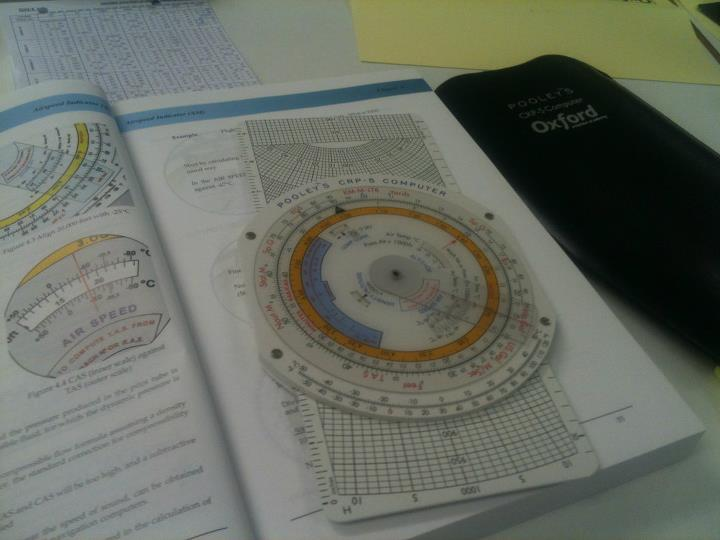
フライトコンピューター

### 薬物

#### メタンフェタミン
大日本帝国海軍のパイロットには夜間や長時間飛行の際、疲労や眠気で操縦に支障が出ないように覚醒剤の投与や含有した食品が支給されており、メタンフェタミンなどは「パイロットの塩」、ヒロポン、戦意高揚剤、突撃錠、特攻錠などと呼ばれた。。第二次世界大戦中のドイツでは、空軍パイロットにカフェインが多量に含まれたショカコーラというチョコレートレーション、先に名前のでたメタンフェタミンはペルビチン（Pervitin)という名前で使用された。
第二次世界大戦中のアメリカ軍、イギリス軍では、ベンゼドリンと呼ばれ、爆撃機の緊急キットなどに含まれた。

#### デキストロアンフェタミン
現代のアメリカ軍で、ベトナム戦争で使われた。湾岸戦争に参加したパイロットの50％以上でデキストロアンフェタミンを使用していたとされる。

#### モダフィニル
アンフェタミンよりも依存性と副作用が少ないとされる。
現代の日本ではモダフィニルなどの中枢神経刺激剤も含め服用・摂取することはない（カフェインは除く）。
アメリカ軍では、デキセドリンと呼ばれ、2003年以降も使われている。使用は任意とされるが、デキセドリンを受け取ったパイロットが署名するインフォームド・コンセントに何度も任意で使用することと書かれ、署名を拒否すると地上任務となるとされる。

## 他のライセンス

### 技能証明
計器飛行には計器飛行証明、飛行教官には操縦教育証明、国際飛行には航空英語能力証明が必要である。

### 機種別
旅客機などには機種ごとに設定された操縦資格「型式限定証明」が必要となる。a型の証明はあるがb型の証明は受けていない、という場合、取得のための審査に合格しなければ操縦は出来ない。ボーイングは757と767はコックピットの共通化などにより操縦資格を共通したことをセールスポイントにしている。
連邦航空局では民間に放出された軍用機の一部に機種別の資格（MI-ライセンス）を設定している。たとえば零式艦上戦闘機は『MI-A6M』が必要となる。

### テストパイロット
テストパイロットの養成機関では修了者に認定証を発行している。

### 興行
曲技飛行やエアレースでは高度な操縦技術や安全確保のため、通常の操縦資格に追加して主催者や認定機関が発行するライセンスが存在する。
国際エアショー協議会が審査し連邦航空局が発行する技能証明『SACカード』は通称『エアショーライセンス』と呼ばれ、世界的に航空ショーに出演するためのライセンスとして扱われる。レベル・機種・演技種別に分かれている。

## 関連作品
文学作品
- 小説『夜間飛行』やエッセイ『人間の土地』などアントワーヌ・ド・サン＝テグジュペリによる作品群。サン=テグジュペリは郵便機や偵察機のパイロットであり教官の経験もある人物である。彼が書いた世界的なベストセラー『星の王子さま』の"物語の語り手"も飛行士という設定である。

ドラマ
- 『雲のじゅうたん』
- 『ミス・パイロット』
- 『GOOD LUCK!!』
- 『空飛ぶ広報室』
- 『NICE FLIGHT!』

映画
- トップガン (映画)とその続編。

劇中で、アメリカ海軍のパイロットである主人公がヒロインに「パイロットなの？」と聞かれ「海軍のA.V.A（aviatorの略）」と答える。
ゲーム
パイロット養成のストーリーを含むフライトシミュレータ系
- 『パイロットウイングス』

## ギャラリー

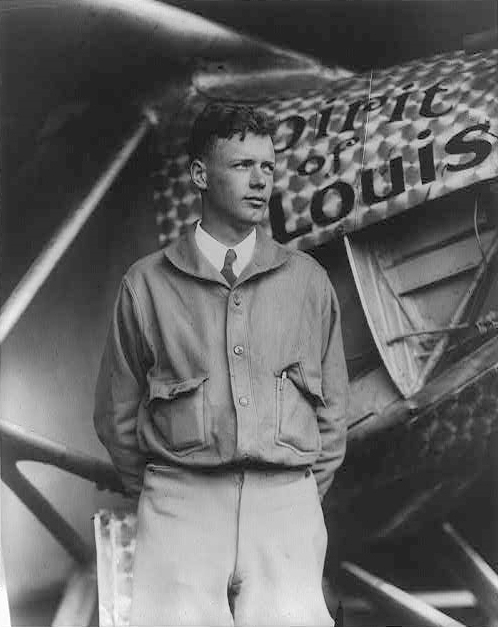
チャールズ・リンドバーグ。1927年、初めて大西洋単独無着陸横断飛行を成功させた。
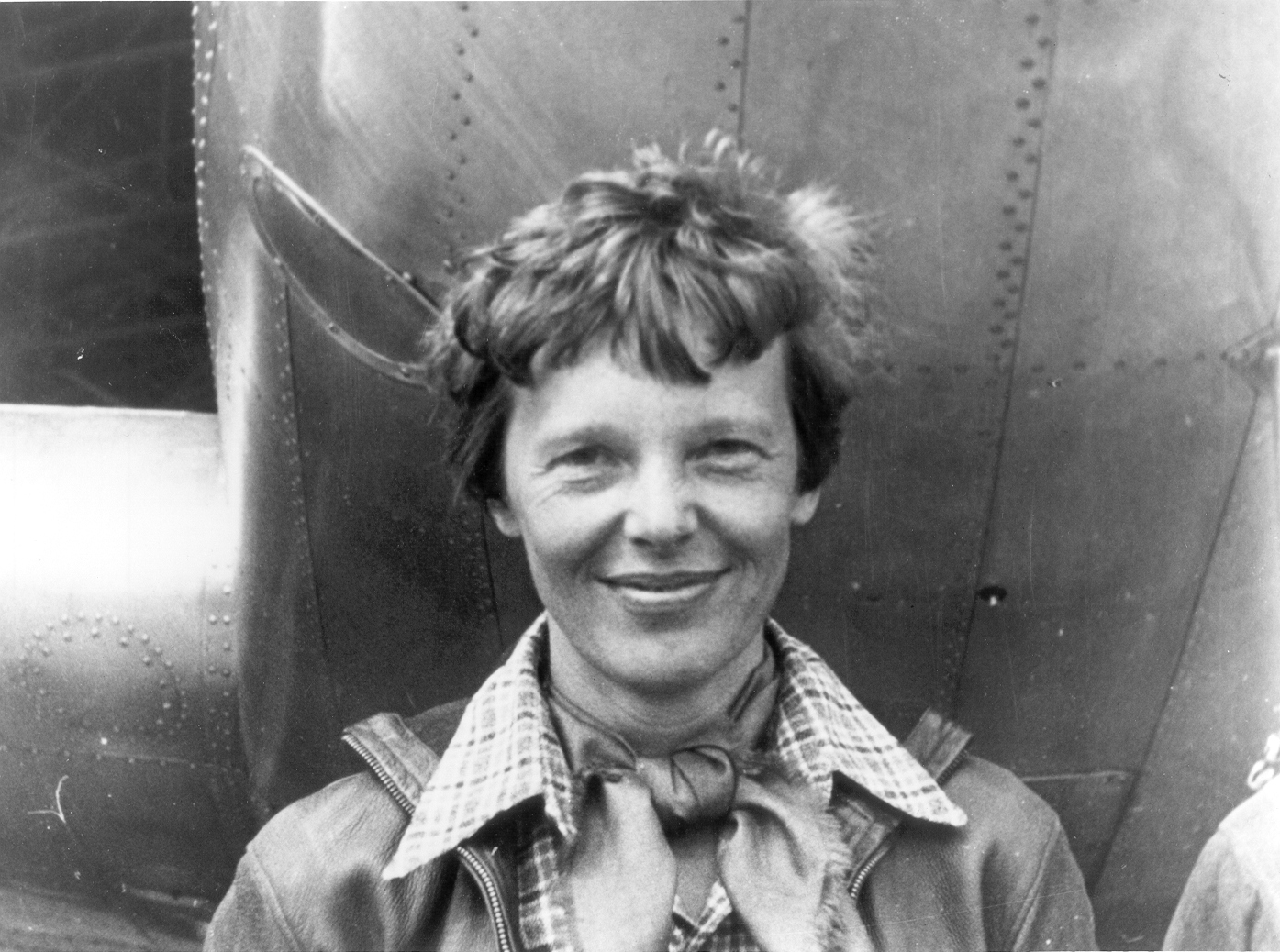
アメリア・イアハート。1932年、女性として初めて大西洋単独横断飛行に成功。
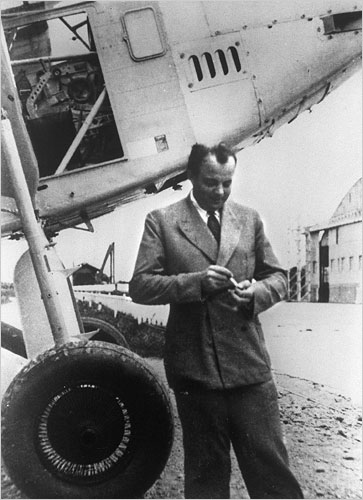
アントワーヌ・ド・サン＝テグジュペリ。操縦士で小説家。『夜間飛行』や『星の王子さま』を執筆。『星の王子さま』は各国語に翻訳され2007年までに8000万部、2015年までに200以上の国・地域の言葉に翻訳される大ベストセラーに。
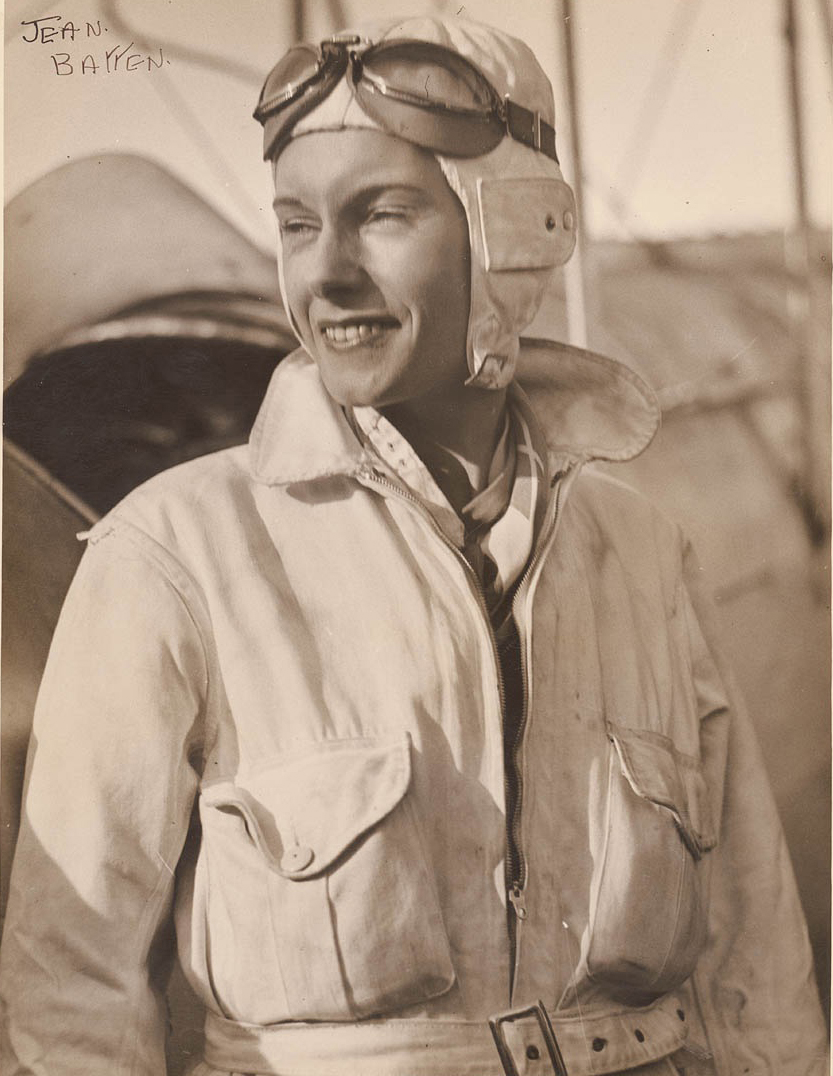
ジーン・バテン。1933年のイギリス－インド間飛行、1933年のイギリス－オーストラリアの女性の記録（14日22時間30分）、1935年のオーストラリア－イギリス復路（17日15時間）、1935年イギリス－ブラジル間飛行（61時間15分、南大西洋の女性として最初の単独横断飛行）など、数々の記録を樹立。
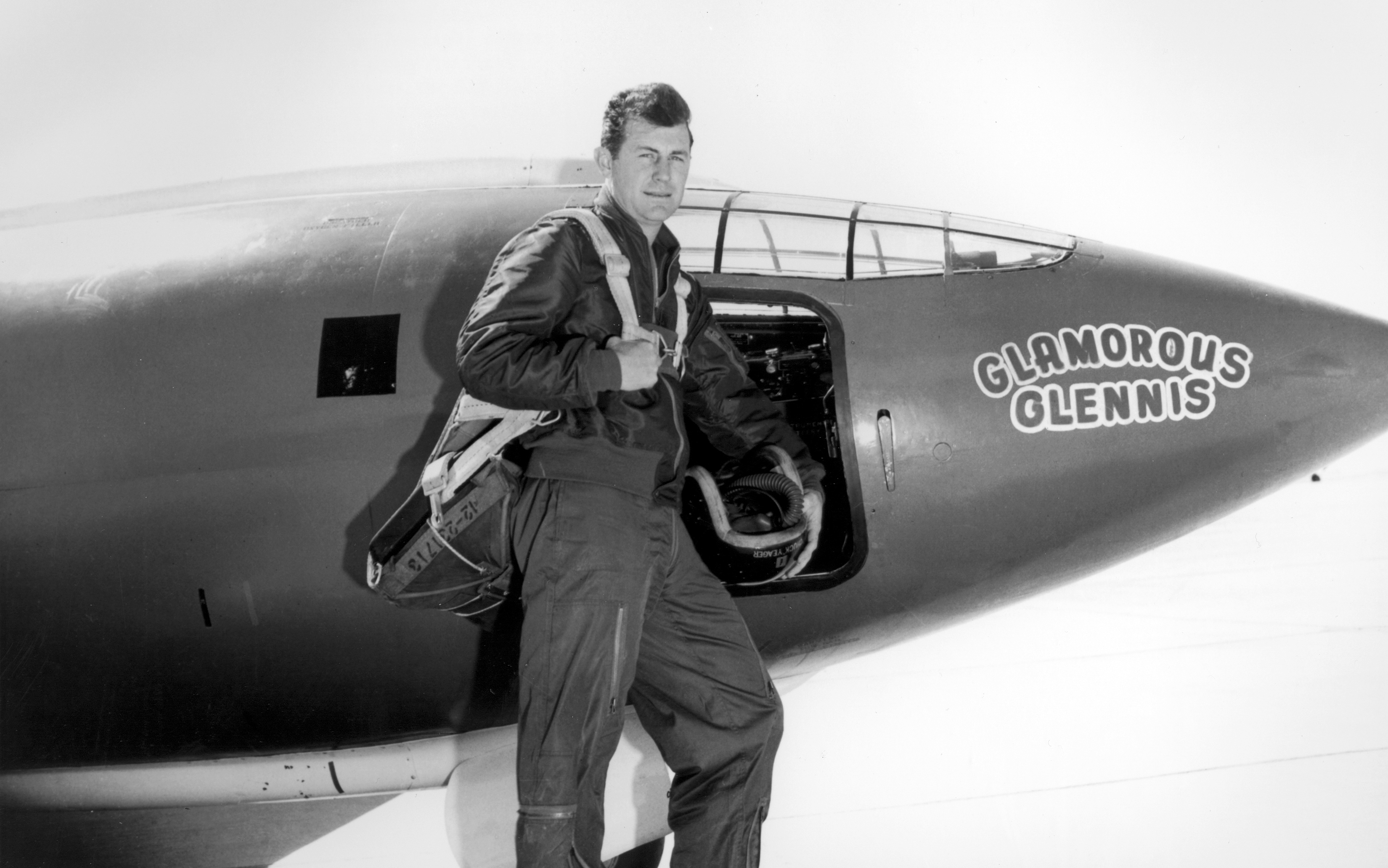
チャック・イェーガー。人類初の音速突破を達成したアメリカ空軍の試験操縦士。
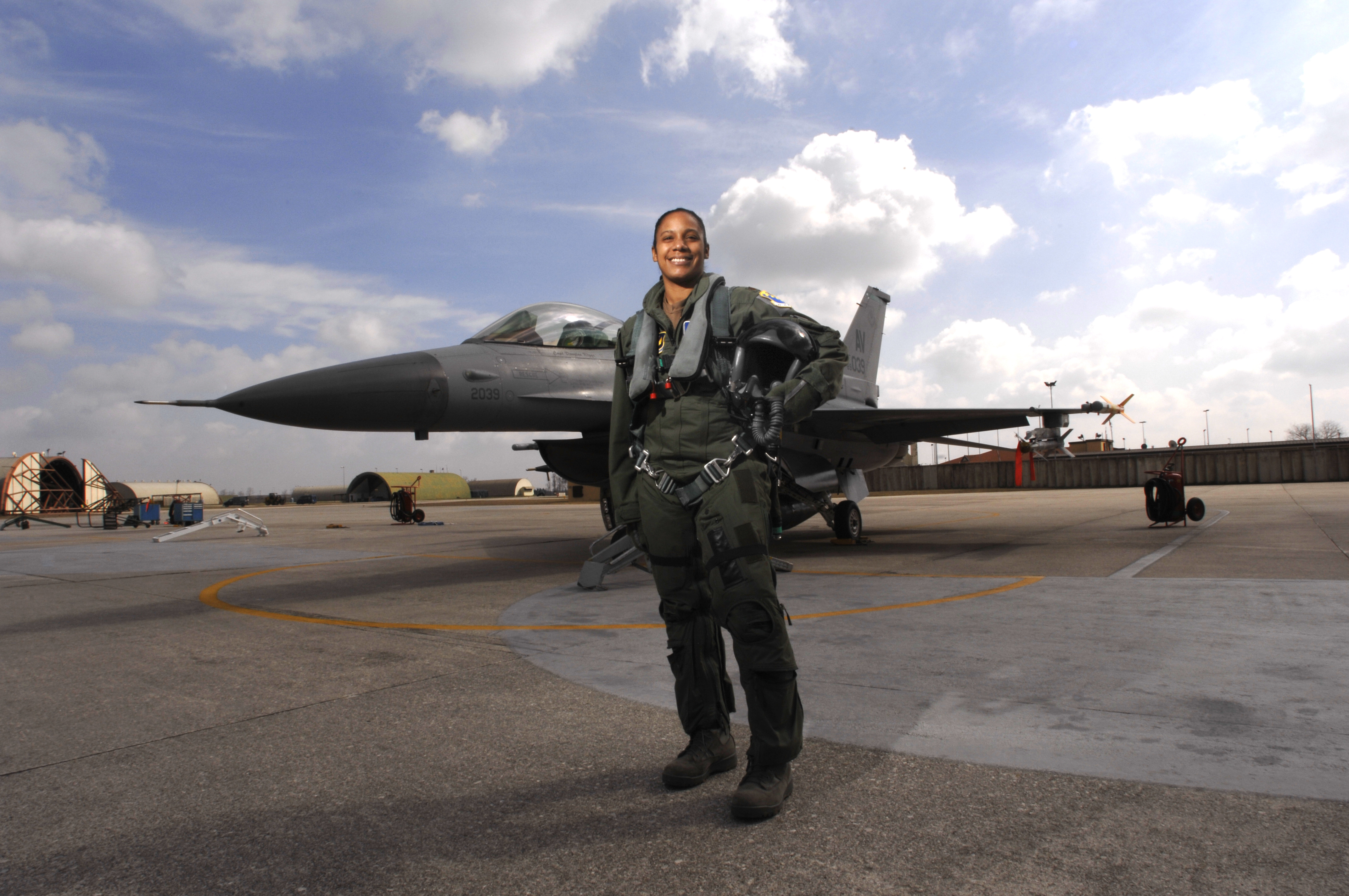
en:Shawna Rochelle Kimbrell。アフリカ系アメリカ人女性で初の戦闘機パイロット。